# Blindheim
Blindheim – miejscowość i gmina w Niemczech, w kraju związkowym Bawaria, w rejencji Szwabia, w regionie Augsburg, w powiecie Dillingen an der Donau, wchodzi w skład wspólnoty administracyjnej Höchstädt an der Donau. Leży na obrzeżach Jury Szwabskiej, około 10 km na północny wschód od Dillingen an der Donau, przy drodze B16.

## Polityka
Wójtem gminy jest Wilhelm Gumpp, rada gminy składa się z 12 osób.
|      | CSU/FWV | BB Unterglauheim | FWG Wolpertstetten | WIR-Gemeinschaftsliste | FB | Razem |
| 2008 | 1       | 3                | 1                  | 2                      | 5  | 12    |
| 2002 | 5       | 3                | 1                  | 3                      | -  | 12    |